# ساكاجاويا
ساكاجاويا أو سَكَجَوية (بالإنجليزية: Sacagawea)‏ أو ساكاكاويا أو سَكَكَويَة (1788م تقريبًا – 20 ديسمبر 1812، هناك نظريات أخرى حول وفاتها طالعها بالأسفل) هي امرأة من قبيلة ليمهي شوشون صاحبت حملة لويس وكلارك، وعملت كمترجمة وكدليل لها في استكشافها لولايات الغرب الأمريكية. سافرت ساكاجاويا لآلاف الأميال من داكوتا الشمالية وحتى المحيط الهادئ بين عامي 1804-1806 م.

## أهمّيتها في التراث الأمريكي
شكلت ساكاجاويا جزءً هامًا من حملة لويس وكلارك الأسطورية التي ارتسمت في مخيلة الرأي العام الأمريكي. كما اتخذتها الرابطة الوطنية الأمريكية لحقِّ المرأة في الاقتراع في أوائل القرن العشرين كرمز لقيمة المرأة واستقلاليتها، فأقاموا العديد من التماثيل واللوحات لتخليد ذاكراها، وفعلوا الكثير لنشر قصة إنجازاتها.
وفي عام 2000 م، أصدرت دار سكّ العملة الأمريكية عملة دولار ساكاجاويا تصور ساكاجويا وابنها جان بابتيست شاربونو تكريمًا لها، ونقش على وجه العملة وجه امرأة معاصرة من قبيلة شوشون-بانوك تُدعى رانديل هي-دو تيتون، نظرًا لعدم وجود صورة محفوظة لساكاجويا. وفي عام 2001 م، منحها الرئيس الأمريكي بيل كلينتون رتبة رقيب فخري في الجيش النظامي الأمريكي.

## سيرتها

### نشأتها
المعلومات الموثوقة عن نشأتها محدودة. ولدت ساكاجاويا في قبيلة شوشون بالقرب من سالمون بمقاطعة ليمهي بولاية أيداهو. وفي عام 1800 م وهي في عمر الثانية عشر، أَسَرتْها مجموعة هيداتسا مع عدد من الفتيات بعد معركة مع قبيلتها قتل فيها أربعة رجال وأربعة نساء وعدد من الصبية، ونُقلت إلى قرية بالقرب من واشبورن بداكوتا الشمالية. وفي العام التالي، تزوجها توسان شاربونو، وهو صائد حيوانات من كيبك كان يسكن بتلك القرية، وتزوج معها فتاة أخرى من الأسيرات تدعى أوتور. ويعتقد أن شاربونو اشترى زوجتيه من هيداتسا، أو أنه ربح ساكاجاويا من خلال المقامرة.

### حملة لويس وكلارك

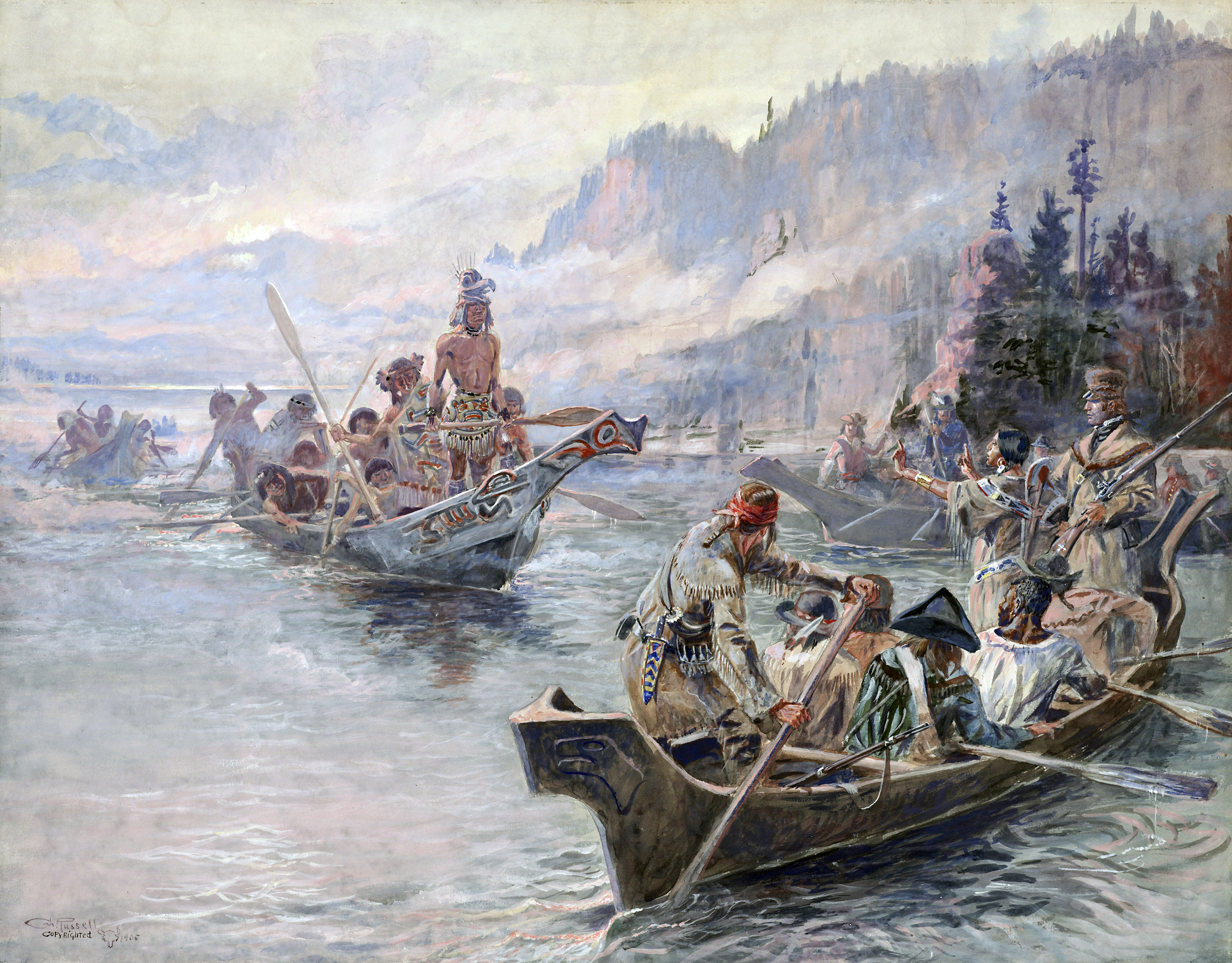
لويس وكلارك في كولومبيا السفلى.

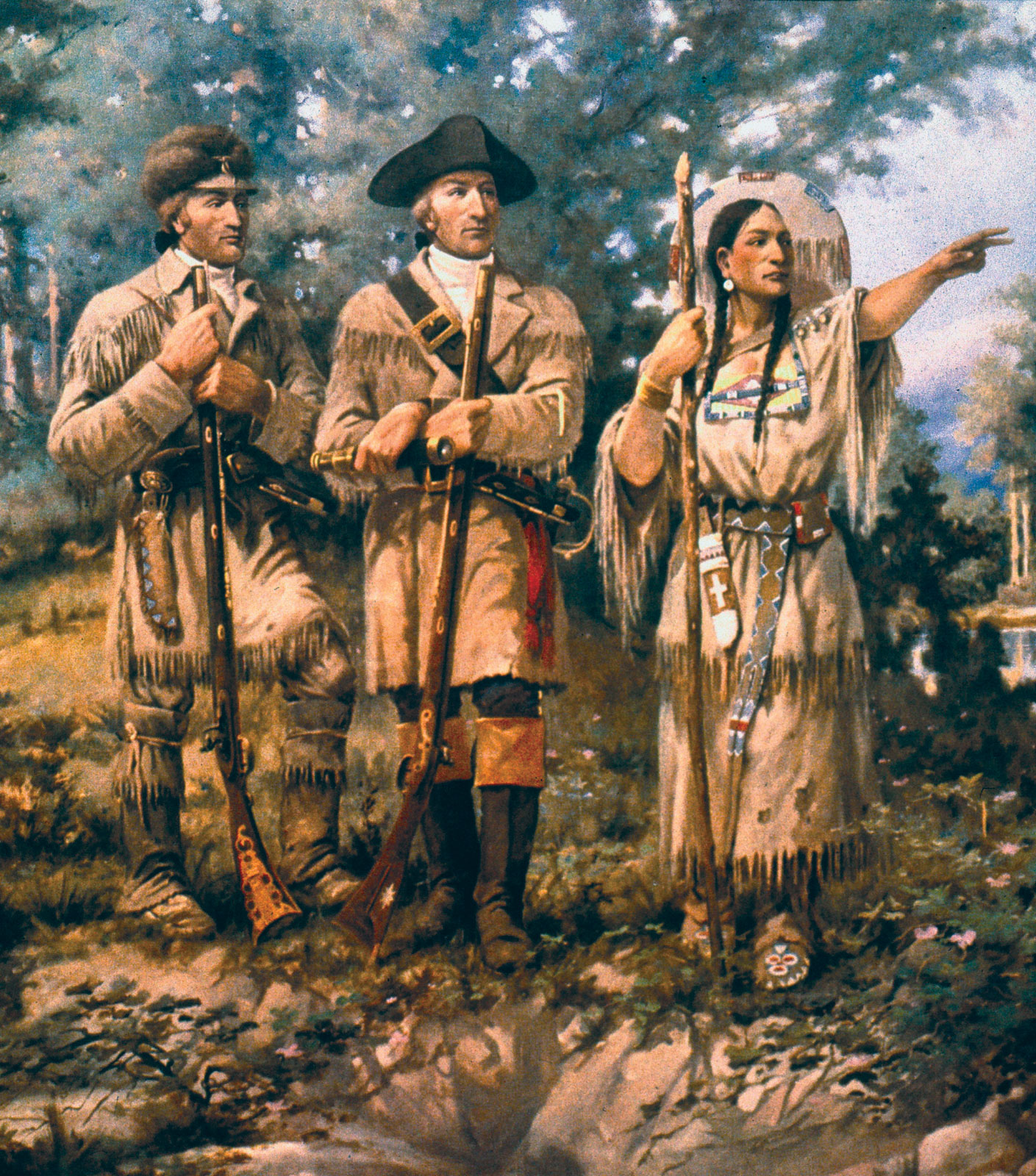
ساكاجاويا مع لويس وكلارك في ثري فوركس.

كانت ساكاجاويا حاملاً بابنها الأول عند وصول الجنود المستكشفين بالقرب من قرى هيداتسا لقضاء شتاء 1804–05 م. أسّس النقيبان ميريويذر لويس وويليام كلارك فورت ماندان، وهناك قابلا العديد من الصيادين الذين يمكنهم المساعدة كمترجمين أو كدلائل في حملتهما في أعالي نهر ميسوري في الربيع. وفي النهاية، قبلا بتعيين شاربونو كمترجم بعد أن اكتشفا معرفة زوجته للغة شوشون، لحاجتهم لمساعدة قبائل شوشون في منابع نهر ميسوري.
وقد سجّل كلارك في يومياته في 4 نوفمبر 1804 م:
وبعد إسبوع، التحق شاربونو وساكاجاويا بالحملة. أطلق كلارك عليها اسم «جيني». وقد سجّل لويس في يومياته ولادتها لابنها جان بابتيست في 11 فبراير 1805، مشيرًا إلى أن أحد المترجمين سحق أفعى مجلجلة لتسريع الولادة. أطلق كلارك والأمريكيون الأوروبيون على الطفل «ليتل بومب» أو «بومبي».
وفي أبريل، تركت الحملة فورت ماندان، واتجهت لأعالي نهر ميسوري. كان عليهم ركوب النهر في الإتجاه المعاكس للتيار، واضطروا أحيانًا لسحب القوارب من على ضفاف النهر. وفي 14 مايو 1805، أنقذت ساكاجاويا يوميات لويس وكلارك التي سقطت في النهر إثر انقلاب أحد القوارب، مما جعل قائدي الحملة يطلقان على النهر نهر ساكاجاويا في 20 مايو تكريمًا لها. وفي أغسطس 1805 م، نزلت الحملة بالقرب من إحدى قبائل شوشون، وحاولوا شراء بعض الخيول منهم لعبور جبال روكي. تولّت ساكاجاويا مهمة الترجمة، وفوجئت بأن زعيم تلك القبيلة هو شقيقها كاماهويت.
وقد وصف لويس لم الشمل في يومياته قائلاً:
كما دوّن كلارك ذلك الحدث قائلاً:
وافق الشوشون على مقايضة بعض الخيول، وإمداد الحملة بدلائل يقودونهم خلال جبال روكي الباردة والقاحلة. كانت الرحلة صعبة، لدرجة اضطرارهم لأكل شموع الودك. وبعد أن وصلوا للمناطق الأكثر حرارة في الجانب الآخر، ساعدت ساكاجاويا بالبحث وطهي نبات الكماسية لتساعدهم على استعادة قواهم. وبعد وأن اقتربت الحملة من مصب نهر كولومبيا على شاطئ المحيط الهادي، أعطت ساكاجاويا حزامًا مطرزًا للنقيبين ليتمكّنا من شراء رداءً من الفرو لإهدائه للرئيس الأمريكي توماس جفرسون.
كتب كلارك في مقدمة يومياته في 20 نوفمبر 1805 م:
وعندما وصلت الحملة إلى المحيط الهادئ، اقترع جميع أفراد الحملة ومن بينهم ساكاجاويا ويورك خادم كلارك الأسود في 24 نوفمبر على الموقع المناسب لبناء معسكرهم الشتوي. وفي طريق العودة، اقتربت الحملة من جبال روكي في يوليو 1806 م. وفي 6 يوليو، كتب كلارك «أن المرأة الهندية أخبرته أنها مرت بهذا السهل كثيرًا وتعرفه جيدًا.... وقالت أننا سنجد ممرًا في الجبال في طريقنا...» الذي يعرف الآن بممر جيبسون. وبعد أسبوع في 13 يوليو، نصحت ساكاجاويا كلارك بالعبور إلى حوض نهر يلوستون الذي يعرف الآن بممر بوزمان، والذي اختير بعد ذلك كطريق أمثل لسكك حديد شمال المحيط الهادئ لعبور الشق القاري [الإنجليزية].
بالرغم من وصف ساكاجاويا كدليل للحملة، إلا أن المُدوّن أنها لم توجّه الحملة إلا في مرات قليلة، بينما كان عملها كمترجمة مفيدًا للغاية في التفاوض مع الشوشون. أما أعظم اسهاماتها للحملة، فكان حضورها خلال الرحلة الشاقة الذي أظهر نواياه الطيبة. أثناء السفر عبر مقاطعة فرانكلين بولاية واشنطن، ذكر كلارك، «أكدت المرأة الهندية نوايا هؤلاء الناس الطيبة، حيث لم تصحب أي امرأة من الهنود حملة عسكرية في هذا الجانب من قبل»، وقال «كان وجود زوجة المترجم شاربونو سببًا في إظهار روح السلام مع كل الهنود، حيث كان وجود المرأة في حملة الرجال دليلاً على النوايا الطيبة.»
بالعودة إلى فورت ماندان في نهاية الرحلة، كتب كلارك لشاربونو:

### حياتها بعد ذلك ووفاتها
بعد الحملة، أمضى شاربونو وساكاجاويا ثلاث سنوات مع قبائل هيداتسا قبل أن يقبلا دعوة ويليام كلارك للإقامة في سانت لويس بولاية ميسوري عام 1809 م. تركا مهمة تعليم جان بابتيست لكلارك، الذي ألحق الصبي بمدرسة سانت لويس.
أنجبت ساكاجاويا طفلة بعد عام 1810م، اسمتها ليزيت. ووفقًا لبعض الوثائق التاريخية، فقد توفيت ساكاجاويا عام 1812 م بمرض غير معروف:
«في يوميات لهنري براكينريدج تاجر الفراء في حصن مانويل ليزا التجاري على نهر ميسوري كتبت عام 1811 م، كتب بأن شاربونو وساكاجاويا كانا يعيشان في الحصن. ذكر أن ساكاجاويا»…أصبحت أكثر مرضًا وتتوق لزيارة البلدة التي نشأت بها«. في العام التالي، سجّل جون لوتيج الكاتب في حصن مانويل ليزا التجاري في يومياته في 20 ديسمبر 1812 م أن»…زوجة شاربونو توفيّت بالحُمّى«. كما كتب أن» عمرها كان 25 عامًا تقريبًا. وتركت رضيعة بصحة جيدة". تدلل الوثائق التي كتبها الكاتب على أن ابنها بابتيست كان قد انتقل بالفعل إلى رعاية كلارك، والتحق بالمدرسة."
بعد أشهر، قٌتل 15 رجل في هجوم للهنود على حصن ليزا، فانتقلوا إلى موقع على مصب نهر بيجهورن. كان جون لوتيج وابة ساكاجاويا من بين الناجين، أما شاربونو فقد اُعتقد عن طريق الخطأ أنه قُتل في تلك الفترة، لكن من المؤكد أنه عاش بعد ذلك لثمان سنوات على الأقل. وفي عام 1813 م، وقع شاربونو رسميًا على حضانة ابنه لصالح كلارك.
في فقرة أخرى تشير إلى وفاة ساكاجاويا عام 1812 م، كتب بترفيلد:
"كُتبت وثيقة تبنّي في سجلات محكمة الأيتام في سانت لويس في ميسوري، 'في 11 أغسطس 1813 م، أصبح ويليام كلارك وصيًّا على ولدي توسانت شاربونو الصبي ذي العشر سنوات والفتاة ليزيت التي عمرها نحو عام.' في تلك الفترة، كان لتبني طفل في المحكمة، لا بد من إثبات وفاة كلا الوالدين في سجلات المحكمة. أما آخر الوثائق التي تذكر وجود شخصية ساكاجاويا، كانت مذكرات ويليام كلارك الأصلية التي كتبها بين عامي 1825–1826 م، حيث حصر أسماء كل المشاركين في الحملة، وآخر أماكن تواجدوا بها. وعن ساكاجاويا، كتب: "ساكاجاويا ماتت."
لم يرد ذكر ليزيت في كتابات كلارك مجددًا، ويُعتقد أنها توفيت في طفولتها. أما جان بابتيست، فقد عاش حياة بلا راحة مليئة بالمغامرات. اشتهر خلال حياته بأنه الطفل الذي رافق المستكشفين إلى المحيط الهادئ والعودة. وفي عمر الثامنة عشر، صادق أميرًا ألمانيًا، اصطحبه معه إلى أوروبا. عاش جان بابتيست هناك ست سنوات مع عائلة ملكية، تعلّم خلالها أربع لغات، وأنجب ولدًا في ألمانيا أسماه أنطون فرايس. وبعد وفاة ولده الصغير، عاد إلى الولايات المتحدة عام 1829 م، ليعيش حياة الغرب الأمريكي، عمل كباحث عن الذهب وككاتب في فندق، وفي عام 1846 م، قاد مجموعة من المورمون إلى كاليفورنيا. في كاليفورنيا، قاد حملة سان لويس راي، ولم تعجبه طريقة معاملة الهنود في الحملة، فتركها وعمل ككاتب فندق في أوبورن، التي كانت مركزًا لتجمع الباحثين عن الذهب. وبعد 6 سنوات من العمل في أوبورن، غادرها للبحث عن الذهب في مناجم مونتانا. كان حينئذ في الحادية والستين، وكانت الرحلة فوق طاقته. مرض جان بابتيست بذات الرئة، وتوفي بالقرب من دانر بولاية أوريغون في 16 مايو 1866 م.

### هل توفيت سنة 1884 م؟
تناقل بعض الهنود الأمريكيين شفاهةً أن ساكاجاويا لم تمت سنة 1812 م، وأنها تركت زوجها شاربونو، وعبرت السهول الكبرى وتزوجت في قبيلة كومانشي. ويقال أنها عادت إلى الشوشون في وايومنغ، حيث توفيت سنة 1884 م. ويذكر المؤلف رايموند ويلسون، أن السؤال حول مثوى ساكاجاويا الأخير مثار اهتمام المطالبين بحق المرأة في الاقتراع. حيث زعم ويلسون أنها أصبحت مصدر فخر للمطالبات بحق الاقتراع. فيقول:
«بلغت ذروة الاهتمام بساكاجاويا، عندما طالب الدكتور غريس رايموند هيبارد أستاذ الاقتصاد السياسي في جامعة وايومنغ في لارامي والداعم النشط للتعديل التاسع عشر بتشريع إتحادي لتكريم ذكرى وفاة ساكاجاويا في سنة 1884.»

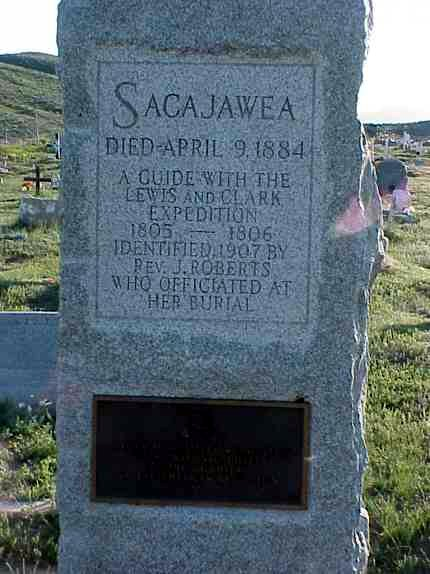
شاهد لقبر يزعم البعض أنه لساكاجاويا في فورت واشاكي بوايومنغ.

في سنة 1925 م، استأجر مكتب شئون الهنود طبيبًا من داكوتا سيوكس يدعى تشارلز إيستمان لتحديد موقع بقايا ساكاجاويا. زار إيستمان العديد قبائل الهنود الأمريكيين لمقابلة كبار السن الذين من المحتمل أن يكونوا يعرفون ساكاجاويا أو سمعوا عنها، فأخبره البعض عن امرأة من الشوشون تسمى بوريفو (ويعني الزعيمة في لغة كومانشي)، كانت تقول بأنها ساعدت الرجال البيض في رحلة طويلة، وأنها تملك ميدالية جيفرسون الفضية، وهي نفس الميدالية التي يحملها أفراد حملة لويس وكلارك. وجد إيستمان امرأة من كومانشي تدعى تاكوتين، أخبرته بأن بوريفو هي جدتها، وأنها تزوجت في كومانشي وأنجبت عددًا من الأبناء من بينهم والدها تيكاناف، وأنها تركت القبيلة بعد وفاة زوجها.
وفقًا لتلك الروايات، فقد عاشت بوريفو لبعض الوقت في فورت بريدجر في وايومنغ مع ابنيها بازيل وبابتيستي، اللذان كانا يعرفان العديد من اللغات ومن بينها الإنجليزية والفرنسية. وأنها عادت إلى قبيتها ليمهي شوشون، حيث عُرفت بأم بازيل. توفيت تلك المرأة في 9 أبريل 1884 م. استنتج إيستمان أن بوريفو هي ساكاجاويا. وفي سنة 1963 م، شُيّد نصبًا تذكاريًا لساكاجاويا الشوشونية في فورت واشاكي بالقرب من لاندر بولاية وايومنغ وفقًا لهذا الاستنتاج.